# María del Rosario Fernández Erenchun
María del Rosario Fernández Erenchun (2 d'octubre de 1880 - segle XX) fou una professora de matemàtiques, directora de l'Escola Normal de Mestres de Castelló i impulsora del Pla Professional implantat a la Segona República.

## Biografia
El 4 de desembre de 1918 va prendre possessió com a professora numerarària de matemàtiques de l'Escola Normal de Mestres de Castelló, nomenada per la Direcció general amb data de 2 de novembre de 1918, en virtut del concurs de trasllat de la Normal de Mestres de la Laguna (Tenerife).
Durant aquests anys va tenir diversos ascensos d'escala per antiguitat i va ser membre de la Junta de Govern de la Normal.
Va ser nomenada directora provisional de l'Escola Normal pel govern de Franco, establert a Burgos, després de l'entrada de les tropes a Castelló, el 14 de juny de 1938. Va cessar en el seu càrrec el 22 d'abril de 1941, per aplicació de la jubilació forçosa per qüestions ideològiques, juntament amb altres companys com ara Amparo Ibáñez, professora de Física i Cències Naturals; Dolores Pastor, professora de Pedagogia; i Manuel Granell, professor d'Història, que en la postguerra en va ser el director. En aquests anys la direcció va ser assumida per homes, ja que el règim franquista va desplaçar la dona de la gestió pública.
Va gestionar com a directora totes les ordres que es transmetien des de la Universitat de Saragossa, ja que el front insurgent estava instal·lat al nord.
Encara que es va anul·lar el Pla Professional implantat en la Segona República, no sembla que el professorat de l'Escola Normal estiguera en contra d'aquest, ja que en la postguerra el claustre va votar que no es convocaren exàmens extraordinaris per als estudiants que havien realitzat aquell pla i van considerar vàlid aquell aprenentatge. També va organitzar el curs d'adaptació per als batxillers que desitjaven fer-se mestres, segons el pla de 1940.
Els esdeveniments polítics de la Segona República i la posterior guerra civil van tirar per terra les esperances projectades en l'aposta per la millora de la qualitat docent del pla de 1931, anomenat també Pla Professional. Després de la contesa, i fins al 1968, els estudis es van regir per diversos plans: el 1940, en el qual els batxillers esdevenien mestres després d'aprovar unes assignatures; el de 1942, que va suposar un retorn al de 1914; el de 1945, que va dividir l'Escola Normal en escoles masculines i femenines i va establir l'accés als 14 anys amb nivell de batxiller elemental, tres cursos de carrera i prova final; i el del 1950, que exigia el títol de batxiller elemental i examen d'ingrés, amb tres cursos i revàlida.
Va organitzar els tribunals extraordinaris per a convalidar les assignatures aprovades durant el període de la Segona República i va gestionar les matrícules gratuïtes per als fills de funcionaris que havien donat suport al règim.